# Ugo Fasano
Ugo Fasano (Napoli, 4 luglio 1907 – Roma, 11 febbraio 2002) è stato un regista italiano.

## Biografia
Nato a Napoli il 4 luglio 1907, frequentò con borsa di studio il corso di regia presso l'Accademia Nazionale d'Arte Drammatica di Roma, diretta da Silvio D'Amico, avendo quali insigni maestri Tatiana Pavlova, Irma Gramatica, Gualtiero Tumiati, Luigi Almirante e lo scenografo e architetto Virgilio Marchi. A corso ultimato, venne scritturato, in qualità di aiuto scenografo e direttore dell'allestimento scenico, da alcune primarie compagnie di prosa, quali quelle di Annibale Ninchi, Luigi Chiarelli, Luigi Almirante, Salvo Randone.
La sua attività artistica subì in seguito un'interruzione a causa della deportazione subita ad opera dei tedeschi. Dopo la liberazione diresse O.K. John.
È morto a Roma l'11 febbraio del 2002, all'età di 94 anni.

## Cinema

### Film
- 1932,
  - "Cinque a zero", attore
  - "Tre uomini in frac", attore
- 1946 "O.K. John", regista e sceneggiatore

### Principali cortometraggi
- 1948, "Camminare con gli altri", regista
- 1949, "La festa", regista
- "Scendono a Natale", regista
- "Conca dei Marini", regista
- 1950, "Passione a Isnello", regista
- 1950, "Procida", regista
- 1950, "S. Carlino", regista
- 1953, "I grappoli del sole", regista
- 1955, "Teatro", regista
- 1955, "Lotta col tempo", regista
- 1955, "Incontro con la vita", regista
- "Calendimaggio", regista
- "La casa", regista
- "Emigranti per l'Australia", regista
- "Colline ascolane", regista
- "Cantatrici villane", regista
- "Viaggio nel tempo della Sicilia", regista
- 1963/64, "Gli Italiani nel mondo", regista
- "Pompei, un mondo vivo", regista
- "Di pietra in pietra", regista
- "Campidoglio", regista
- 1966,"Chateaubriand e Roma", regista
- 1966, "Canzoni di Primavera", regista
- 1967, "Canzoni d'Estate", regista
- 1968, "Canzoni d'Autunno", regista
- 1969, "Canzoni d'Inverno", regista
- "I campi Flegrei", regista
- "Incubo della materia", regista
- "Storia di un palazzo", regista
- "Processo a Pulcinella", regista
- "Un giorno, sei secoli di storia", regista
- "La rotta delle sirene", regista
- 1972, "Napoli sotterranea e misteriosa", regista
- 1973, "Madonie", regista
- 1973, "Il personaggio", regista
- 1974,"Napoli città antica", regista
- "Scomparsa del nonno venerando", regista
- 1980, "Civiltà del Settecento a Napoli", regista
- "Molise: mito e realtà di un'antica civiltà", regista

## Teatro
- 1958, "Lo strano caso di Salvatore Cecere" di A. Curcio, regista
- 1973, 1975, "O figlio d'à nutriccia" di Rescigno, regista
- 1975, "Romamor", autore e regista
- 1978, "Festa, farina e forca…ovvero processo a Pulcinella", autore e regista